# عمر المحيشي
عمر عبد الله المحيشي الشركسي هو ضابط ليبي من أصل شركسي وهو من مدينة مصراتة، كان برتبة رائد، وهو أحد الضباط الوحدويين الأحرار وكان من بين أعضاء مجلس قيادة الثورة الليبية، قام بمحاولة انقلابية في عام 1975 على نظام [انحياز].
حيث كان عمر المحيشي من أوائل من تصدّى وواجه [انحياز]، والتي أتت لكي ترفع الظلم والاستبداد عن الشعب الليبي، وحتى وصلت هذه المعارضة وفي أحد اجتماعات مجلس الثورة إلى رفع المحيشي وإشهاره رشاشه على القذافي، اعتراضاً على سياسة القذافي، حيث حدث ذلك في عمر مبكر للانقلاب في سنة 1972. ليصل خلاف عمر المحيشي مع القذافي إلى حد لم يستطع فيه من تغيير واقع ليبيا والشعب الليبي شفوياً، فتمت المواجهة الأخيرة بين المحيشي والقذافي من خلال تخطيط الأول لثورة انقلابية تصحيحية للحالة السياسية والاجتماعية في ليبيا، إلا أن هذه المحاولة فشلت في أغسطس 1975.
لا اختلاف في دور عمر المحيشي في الانقلاب الأول والذي أضر جسيما بحياة الشعب الليبي. [انحياز]. ومن تلك الشعوب الشعب الليبي، ومحاولات ضباط وجنود الجيش الليبي المتوالية للتضحية بأرواحهم إنقاذا لليبيا والليبيين، حيث تم إعدام 21 ضابط من المنخرطين في محاولة أغسطس 1975، المعروفة بمحاولة المحيشي.
من حسن أو سوء حظ عمر المحيشي وليبيا أنه نجح للفرار من ليبيا قبل القبض عليه، إلى تونس أولا، ومنها إلى مصر في فبراير 1976، ليؤسس ويقود “التجمع الوطني الليبي” كتنظيم مهجري يسعى للإطاحة بنظام القذافي، وليذيع من القاهرة برنامجا إذاعيا معارضا ومضادا لنظام القذافي. وبسبب معارضة المحيشي لخط أنور السادات التطبيعي مع إسرائيل، تم تسفيره إلى المغرب، سنة 1980، ليواصل نشاطه المعارض من هناك. وفي سنة 1983، وإثر ونتيجة صفقات سياسية ومالية، رخيصة الغرض باهظة الثمن، بين النظامين الليبي والمغرب، قام نظام الحسن الثاني بتسليم عمر المحيشي لنظام القذافي، حيث تم عمل كمين للمحيشي حين قامت طائرة المحيشي والتي كانت متجهة إلى السعودية لأداء مناسك العمرة بالهبوط في مطار قريب من سرت، وتتضارب الأنباء حول مصيره، إلا أن أكثر الأنباء شيوعا وتداولا تُفيد أنه تمّت تصفيته بوحشية في أرض المطار ومن الروايات الحديثة والتي ظهرت رواية السيد عبد الرحمن شلقم في صحيفة الحياة اللندنيّة بتاريخ 16/7/2011 والتي أكَّد فيها وحشية قتل المحيشي حيث أكَّد أن من قتله هو سعيد راشد وأن اغتياله تم بجز عنقه كالخاروف، بعد استقبال عدواني ومهين من قبل العقيد القذافي ونائبه الرائد ركن عبد السلام جلود.
وحتى هذا اليوم، وبعد مرور أكثر من ربع قرن على اختفاء عمر المحيشي لا توجد أي أنباء مؤكدة عن مصيره ولا عن مكان دفنه.
عمر المحيشي أيضا، هو من كشف ازدواجية القذافي في تعاملاته مع شركات النفط، وخصوصا شركة “إسو” و”أوكسيدنتال (Occidental Petroleum)”، حين منحهما امتيازات وضمانات مجزية تحت طاولة “تأميم النفط”، عكس ما يدعيه القذافي من حرصه على ليبية النفط الليبي وعوائده.
خلاصة، عمر المحيشي، رغم المآخذ، شخصية وطنية جديرة بالاعتبار، واختفائه قسريا تغيبا جريمة إنسانية ووطنية، لأن سببها هو محاولة المحيشي تخليص ليبيا وإنقاذنا نحن الليبيين من ديكتاتورية القذافي الفاسدة، التي لا زال أحرار ليبيا يسعون جاهدين للقضاء عليها منذ أربعين عاما.
الواجب الأخلاقي، الإنساني والاجتماعي والوطني، يوجب تحرك جمعي لمعرفة مصير عمر المحيشي، ومعرفة حقيقة ما تعرض له من خداع وعذاب جسدي ونفسي، ومعرفة كيف توفي ومكان قبره- إذا كان توفى. يتوجب حراك جمعي اتجاه أهله وعشيرته لمؤازرتهم في مصابهم ومعاناتهم ومساندتهم في حقهم بالمطالبة باعتذار الجُناة اجتماعيا وسياسيا وتقديهم لمحاكمة عادلة، وحقهم في إقامة شعائر دفن فقيدهم، وحقهم في تعويض اجتماعي ومعنوي ومادي عادل.
عمر المحيشي، اختفى قسريا وهو في أوائل الأربعينيات من عمره، وهو عمر قصير قضى جله في حراك، اعتقده سليما ووطنيا. غمر وخاطر بحياته أكثر من مرة، لينتهي مسلوب الإرادة في شراك القذافي القاتل. فحياة عمر المحيشي تراجيديا إنسانية ووطنية باستحقاق، ضمن ملحمة وطنية مأساوية، وسيأتي اليوم الذي تكون فيه مصدر إلهام وموضع تبجيل. وإمعانا في التراجيديا، فمن المحتمل أن يلفق القذافي جريمة تغيب عمر المحيشي في عبد السلام جلود، أو سمسار الصفقة الخبيثة مع المغرب أحمد قذاف الدم القذافي. فالقذافي فعلها سبقا، وإن لم يفعلها هو فأبنه سيف جاهز لها، وقد فعلها الأخير سابقا أيضا.
“لابد من ميتةٍ في صرفها عبر.. والدهر في صرفه حول وأطوارُ”، وقالت الخنساء أيضا: “يذكرني طلوع الشمس صخراً وأذكره لكل غروب شمس”.
محطات في حياة المحيشي
• من مواليد النصف الأول من أربعينيات القرن العشرين، بمصراتة، حيث عاش ودرس كل المراحل الدراسية حتى المرحلة الثانوية.
• تعرف على معمر القذافي، بعد قدوم الأخير إلى مصراتة سنة 1961 مطرودا وشريدا من سبها، فقامت أسرة المحيشي بمساعدة القذافي.
• التحق بالكلية العسكرية في أكتوبر 1963، الدفعة السابعة، وتخرج منها في أكتوبر 1965 برتبة ملازم ثاني. وهي نفس دفعة القذافي.
• انضم إلى “تنظيم الوحدويين الاحرار”.
• بداية 1968: ينتدب للعمل بالكتيبة السادسة مشاة بمعسكر الزاوية.
• الأول من سبتمبر:1969: اشترك في انقلاب قيادة الانقلاب، كعضو في “مجلس قيادة الثورة”، الذي ترأّسه معمر القذافي.
• 1969: تصادم لفظي وخصام حاد مع موسى أحمد، أول وزير داخلية في حكومة الانقلاب، والذي اتهم بمحاولة انقلاب في ديسمبر 1969.
• فبراير 1970: وزيرا للتخطيط والاقتصاد والصناعة، ضمن أول وزارة يرأسها القذافي بعد الانقلاب.
• 1970: في ندوة الفكر الثوري، عمر المحيشي يصطدم في نقاش مع الصادق النيهوم.
• 1972: تولى مهمة أمين “مجلس قيادة الثورة”.
• 1972: تولى مهمة المدعي العام في محكمة الشعب، التي حكم أمامها رجالات الفترة الملكية، ووصفت مرافعاته بالحدة والقسوة ضد “المتهمين” العُزَّل.
• 1972: إرغام القذافي على التخلي عن رئاسة الوزارة، التي تولاها الرائد عبد السلام جلود (16 يوليو).
• 1972: حادثة إشهاره رشاش على معمر القذافي الذي أشهر بدوره مسدسه، خلال اجتماع لـ”مجلس قيادة الثورة”. وأنقذ القذافي من الموت المحقق بتدخل زملائه الحاضرين.
• 15 أبريل 1973: القذافي يعلن “الثورة الشعبية” في زوارة، بدل إعلان تقديم استقالته المفروضة، كما تم الاتفاق بين أعضاء “مجلس قيادة الثورة”.
• 14 نوفمبر 1974: عمر المحيشي يدخل الوزارة مرة أخرى تحت رئاسة عبد السلام جلود، كوزير للتخطيط والبحث العلمي، ضمن أربع وزارء فقط من أعضاء “مجلس قيادة الثورة”.
• أغسطس 1975: النظام يكشف ويحبط محاولة انقلابية شارك فيها أكثر من 50 ضابط يقودهم عمر المحيشي. ثلاث أعضاء آخرين من “مجلس قيادة الثورة” يشاركون في المحاولة بدرجات، منها العلم وعدم الإبلاغ. يُشاع أن الذي كشف المحاولة هو مصطفى الخروبي، العضو الآخر لـ” مجلس قيادة الثورة”.
• أغسطس 1975: عمر المحيشي يفر إلى تونس، الذي استقبلته ومنحته اللجوء السياسي. وتوتر في العلاقات الليبية التونسية بسبب رفض تونس تسليم عمر المحيشي، رغم زيارات الخويلدي الحميدي وعروضه، ومحاولات فاشلة لاغتيال وخطف عمر المحيشي، ليتصاعد الأمر بمحاولات النظام الليبي زعزعة الاستقرار في تونس (محاولة اغتيال الوزير الأول التونسي الهادي نويرة).
• أغسطس 1975: القذافي يتصل بعمر المحيشي لإقناعه بالعودة، وعمر المحيشي يرفض ويبيّن للقذافي أن الاختلاف سببه توجه القذافي الخاطئ، الذي يقود ليبيا نحو الكارثة.
• بعد أغسطس 1975: استشهاد 6 ضباط من المشاركين في المحاولة تحت التعذيب وهم: النقيب عمران الدعيكي، النقيب عبد المجيد حسين بريبش، الملازم إسماعيل الدغاري، الملازم فرج بن علي، الملام أحمد ذياب، الملازم محمد سعد الدرداح.
• الرائد عبد المنعم الهوني، الشريك غير المباشر في المحاولة الانقلابية، يستقر في مصر وينضم للمعارضة، ليعود بعد تذبذبات إلى أحضان النظام، سنة 2001.
• 6 فبراير 1976: عمر المحيشي يغادر تونس إلى مصر عن طريق المغرب.
• 8 فبراير 1976: عمر المحيشي في مصر، ويمنح اللجوء السياسي فيها.
• 25 فبراير 1976: النظام يطرد العمالة المصرية ويضيق على المصريين المقيمين في ليبيا.
• 15 مارس 1976: “عصابات إسلامية” تطلق النار على عمر المحيشي، وقد حكم المتهمين في القضية 4 لسنة 1976 امام المحمة العسكرية العليا، وأُدينوا في 19/6/1976.
• 18 مارس 1976: السلطات المصرية تعلن خبر شروع عمر المحيشي في توجيه رسائل مسموعة عبر الراديو إلى الشعب الليبي. وعبد السلام جلود يبلغ السفير المصري أن ذلك يعتبر بمثابة إعلان حرب. ويبدأ عمر المحيشي في بث برنامج إذاعي موجهة ضد النظام في ليبيا من إذاعة الشرق الأوسط المصرية، مُحرّضا الجيش والشعب على الثورة على نظام القذافي.
• صيف 1977: حرب قصيرة بين ليبيا ومصر، كان أحد أهم مسبباتها نشاطات عمر المحيشي في مصر.
• 6 يوليو 1976: السلطات المصرية تعلن عن اعتقال ثلاث أشخاص مسلحين، كانوا يخططون لاغتيال عمر المحيشي.
• سبتمبر 1976- يوليو 1980: عمر المحيشي يؤسس ويقود “التجمع الوطني الليبي”، كتنظيم سياسي معارض مهجري، والذي أصدر صحيفة “صوت الشعب الليبي”.
• 2 أبريل 1977: إعدام 21 ضابط من المشاركين في المحاولة الانقلابية، رميا بالرصاص، رغم أن المحكمة العسكرية الدائمة (25 ديسمبر 1975) حكمت على معظمهم بالسجن المؤبد، ولكن القذافي صعّد الأحكام إلى إعدام (وهم: نقيب عبد المجيد محمد المنقوش، نقيب مصطـفي محـمد المنقوش، نقيب خليفة حسين الفقي، نقيب على محمد قشوط، نقيب على أحمد بن سعود، نقيب محمد الصادق سالم البرعصي، نقيب عمر عثمان الخضر، ملازم أول محمد سالم البرغثي، ملازم أول محمد الشريف مرواس، ملازم أول عبد الرحيم أحمد بورقيعه، ملازم أول حامد يوسف القندوز، ملازم أول محمد سليمان عطيه، ملازم أول عبد السلام ناجي البيره، ملازم أول أحمد دياب عبد الرحمن، ملازم أول عمران على الدعيكي، ملازم أول فرج عبد السلام العماري، ملازم أول عيسى محمد كرواد، ملازم أول صالح عبد الله القلوص، ملازم أول عبد الواحد عبد الله الشلوي، ملازم أول علي سليمان الشاوش، ملازم أول عبد الكريم إبراهيم نجم). وإلى اليوم لم تُسلّم جثامين الشهداء لذويهم!
• 23 يونيو 1978: محاولة لاغتيال د. محمود سليمان المغربي، في لندن لاجتماعه مع عمر المحيشي في جهد لإحياء “التجمع الوطني الليبي”، في الفترة 1976، 1977.
• يوليو 1980: عمر المحيشي يصبح غير مرغوب فيه في مصر، لموقفه الرافض لسياسات الرئيس المصري السادات التصالحية مع إسرائيل. فيدفع إلى الرحيل نحو المغرب، الذي استقبله ومنحه صفة اللاجئ السياسي.
• أواخر 1983 (أو نوفمبر 1984، حسب مصدر آخر): المغرب يسلم عمر المحيشي، ضمن صفقة، منها توقف القذافي عن دعم “البوليساريو” الساعية لاستقلال الصحراء الغربية، وتقديم منح وعقود بقيمة تتراوح بين 200 و 300 مليون دولار. يُشاع أن مهندس الصفقة من الجانب الليبي هو أحمد قذاف الدم.
• أواخر 1983: عمر المحيشي في ليبيا، بدل أن يكون في السعودية لأداء العمرة، وكان في انتظاره القذافي وجلود اللذان باشرا تعذيبه وإهانته على مدرج الطائرة، ويقال إن عمر المحيشي أُصيب بشلل نصفي بسبب صدمة الخديعة وهول التعذيب.
• 2008: وفي رواية قصة “الثورة” المستجدة دوما، يقول معمر: ” … إن عمر المحيشي موجود في بنغازي ولا علم له بشيء بينما كتيبته في ترهونة.. وأخبرته أن الثورة هذه الليلة وكل الضباط على علم بذلك.. ولكن لم يصدق وقال لا أتحرك حتى يكتب لي معمر ورقة بخط يده.. يحدد فيها ميعاد الثورة ويوقعها.. وأمام هذا الطلب الغريب طلبت من الخروبي أن يذهب للمحيشي في البركة – وفعلا قابله.. ولم يجد عنده أي نية في الالتحاق بوحدته التي هي في ترهونة – فأعطاه مصطفى ثلاثين جنيها ليشجعه على السفر في الطائرة – ولكن المحيشي أخذ الثلاثين جنيها ولم يقرر السفر – وقال أريد مقابلة معمر نفسه.. وعندما علمت هذا طلبته في معسكر قاريونس وجائني وأكدت له أننا قررنا الثورة هذه الليلة وعليه الالتحاق بكتيبته في ترهونة وسيجد تفاصيل واجباتها عند الخويلدي. وللحق فرح كثيرا عندما تأكد مني شخصيا أن الثورة هذه الليلة وهنأني على ذلك. وفعلا سافر إلى طرابلس ولكنه لم يلتحق بالكتيبة واختفى خارج المعسكر بملابس مدنية حتى يتأكد هل فعلا الثورة هذه الليلة حتى بدأت الحركة. وعندئذ دخل المعسكر وقدم نفسه للخويلدي. فقال له الخويلدي.. اعتبرناك غائبا. ولم نحدد لك واجبا في الخطة. ولكن ها هو أبوبكر يونس متحرك لاعتقال الشلحي فالتحق به.. وفعلا التحق بالمدرعات التي يقودها أبوبكر يونس وعندما سُئل عن مسدسه قال نسيته في سيارة الأجرة وحقا جاء السائق وسلمه لمعسكر باب العزيزية.
التجمع الوطني الليبي
بعد خمس سنوات من انقلاب آدم حواز وموسى أحمد، أي في أغسطس 1975 م، حاول الرائد عمر المحيشي عضو مجلس قيادة «الثورة» ووزير التخطيط والبحث العلمي وثلاثة آخرون من أعضاء مجلس قيادة «الثورة» وهم الرائد عبد المنعم الهوني (وزير الخارجية في ذلك الوقت وممثل ليبيا لدى الجامعة العربية حاليا)، والرائد بشير هوادي والرائد عوض حمزة بالاشتراك مع مجموعة من «الضباط الوحدويين الأحرار» ومجموعة من «ضباط الجيش الليبي»، حاولوا القيام بانقلات عسكري ضد النظام في ليبيا. وكان لجميع المشاركين في تلك المحاولة دورُ بارز في إعداد وتنفيذ مهام مركزية أدت إلى نجاح «الثورة» في سبتمبر 1969 م. ولم تعتبر هذه المحاولة، نظرا لحجم ومكانة وأوضاع المشاركين فيها، «انقلاباً على الثورة» بل اعتبرت «انشقاقاً عن الثورة»، وذلك لأن الذين صنعوا «الثورة» أرادوا بعد ست سنوات من قيامهم بها أن يثوروا عليها أو أن يصححوا مسارها.
واختلفت مشاركة أعضاء مجلس قيادة «الثورة» في هذه المحاولة، ففي الوقت الذي قاد الرائد عمر المحيشي المحاولة، يرجح أن دور الرائد عبد المنعم الهوني والرائد بشير هوادي والرائد عوض حمزة لم يتجاوز العلم بالمحاولة دون إعلام السلطات عنها أو بمعنى آخر دون الوشاية بها. مما يؤكد على الأقل، رضاهم وتأييدهم لمبدأ «تصحيح مسار الثورة» التي انحرفت عن مسارها المتفق عليه بين أعضاء مجلس قيادة «الثورة» والضباط الوحدويين الأحرار.
لم تنجح المحاولة التي هرب الرائد عمر المحيشي إثر اكتشافها إلى «تونس» ومنها إلى «القاهرة» في فبراير 1976 م، والتي سمحت له ببث برنامج اذاعي موجه ضد النظام في ليبيا عبر إذاعة «الشرق الأوسط» من القاهرة. وأعلن الرائد عمر المحيشي في سبتمبر 1976 م عن تأسيس «التجمع الوطني الليبي» والذي أصبح، كما ذكرت، أول تنظيم معاصر يتأسس ضد النظام في ليبيا. ويرجح أن مجموعة من السياسيين الليبيين المتواجدين خارج ليبيا قد التفّوا حول الرائد عمر المحيشي وتعاونوا معه وشجعوه على مواصلة المقاومة ضد النظام الليبي بعد فشل محاولة أغسطس، واختير الرائد عمر المحيشي، في البداية، أميناً عاماً لهذا التنظيم.
أما باقي المشاركين في محاولة أغسطس، وكما أصبح يطلق عليها، فقد اختلفت مصائرهم. حيث تم إبعاد أو تجميد عضوي مجلس قيادة الثورة، أما الرائد عبد المنعم الهوني فقد استقر في القاهرة حيث كان متواجدا خارج ليبيا أثناء اكتشاف المحاولة أو أثناء الإعداد لها. فانتقل- كما ذكرت- إلى القاهرة حيث مارس نشاطات سياسية أخرى ضد النظام (منها تأسيس، أو المشاركة في تأسيس، الهيئة الليبية للخلاص الوطني وهيئة التنسيق) ثم أنهى صراعه مع النظام بعودته إلى ليبيا ليصبح ممثل ليبيا الدائم في الجامعة العربية منذ سبتمبر 2000 م.
أما باقي المشاركين في المحاولة فقد حكمت عليهم، بعد أكثر من عام على المحاولة، محكمة عسكرية أُطلق عليها اسم «المحكمة العسكرية الدائمة»، بالإعدام حضوريا على 21 ضابطا وبالإعدام غيابيا على ضابطين من بينهم الرائد عمر المحيشي، ثم حكمت بمدد تراوحت من المؤبد إلى السجن لعام واحد على أكثر من 35 ضابطا آخرين.
استمرت إقامة الرائد عمر المحيشي في القاهرة واستمر بث البرنامج الإذاعي التحريضي ضد النظام في ليبيا إلى أن أعلن الرئيس أنور السادات عن عزمه زيارة القدس عام 1979 م والتي أسفرت عن اتفاقية كامب ديفد التي عارضها الرائد عمر المحيشي علنا وبشدة مما أدى إلى تجميد نشاطه بل وتعرضه إلى متاعب انتهت بترحيله أو طرده من مصر إلى المغرب في يوليو 1980 م حيث أقام لاجئاً سياسياً. وسلّمه الملك الحسن الثاني إلى ليبيا في نوفمبر 1984 م، وسلّمت ليبيا مقابل ذلك مجموعة من ثوار البوليزاريو إلى الملك أو ربما تبرعت بمعلومات حساسة عنهم في صفقة عجيبة جمعت بين «القيم الثورية» و«القيم الملكية».
وقد طلب الرائد عمر المحيشي من السلطات المغربية أن يغادر المغرب إلى مكة، فتظاهرت السلطات المغربية بتلبية رغبته، ولكن حطّت به الطائرة التي انطلقت به من أرض أمير المؤمنين (الملك الحسن الثاني) إلى إحدى المطارات العسكرية، والذي يرجح أنه أحد مطارات المنطقة الوسطى في ليبيا، وذلك بدلاً من مكة أو المدينة كما تم إيهامه من قبل «أمير المؤمنين». وقد تضاربت الروايات حول مصير الرائد «عمر المحيشي» بعد وصوله إلى ليبيا، والمرجح أنه لقي حتفه على أيدي النظام الليبي.
- الرصد لمراحل حياة عمر المحيشي مصدره الإنترنت، وهي مصدر يعتريه القصور، فلزم التنويه مع الأمل بالتصحيح والتعديل والتطوير، إما بالمراسلة المباشرة أو بالكتابة في المواقع الوطنية.
- المعلومات الواردة قد تكون قاصرة، فأرجو من القراء الكرام التصحيح والإضافة.

و أحد أسباب استهداف عمر المحيشي هي قصة أصول معمر القدافي، فأول سفير لمصر في ليبيا بعد ثورة الفاتح صلاح السعدني قال في مقابلة مع صحيفة الأهرام وفي أحد الاسئلة وهو كالتالي :
وهل ما أُشيع عن حكاية أصول القذافي اليهودية حقيقة؟
صلاح السعدني أجاب: نعم هذا ما سمعته من عبد المنعم الهوني وملخص الحكاية أن رجلا طليانيا كان يعمل في طاحونة في بنغازي وكانت زوجته يهودية ومع الحرب العالمية الثانية وما فعله هتلر باليهود في ألمانيا ربي في نفس الزوجة الرعب بعد دخول القوات الألمانية إلى ليبيا خوفا من التنكيل باليهود فهربت ضمن الهاربين، وقد تركت طفلها الوليد عام 1942 لهذا الزوج الذي كان يعرف محمد عبد السلام أبو منيار الذي كان يجيء من سرت لطحن الغلال عنده. فسأله إن كان لديه ولد فقال عندي ثلاث بنات. فطلب منه أخذ الوليد فأخذه وأسماه معمر. وتعهده وتبناه وأصغر بنات أبو منيار تكبر معمر بـ 14 عاما، هذا الكلام كان يتناقل بين أعضاء مجلس القيادة مع معمر في حدود ضيقة جدا وقد كشفه عمر المحيشي بعد هروبه من معمر ولجوئه إلي مصر في الإذاعة المصرية عام..1975 أما ما أكد لي ذلك بوضوح فهو الخطاب الذي أرسله كاردينال من الفاتيكان إلى معمر القذافي عام 1973 عبر الخارجية الليبية، وكنت موجودا بمكتبه ومعي عمر المحيشي عندما تسلم أحمد المقصبي سكرتير معمر الخاص وقتها الخطاب الذي ما إن فتحه حتى علت وجهه الدهشة والتعجب وهو يقرؤه علينا بصوت خفيض ويلوم الكاردينال فيه القذافي ويطالبه بتخفيف عنفه عن اليهود وهجومه عليهم (مع أن أمك يهودية!!) حسب نص الخطاب، ولذلك فأنا أميل لتصديق هذه المعلومات [1].
هذه الإجابة تؤكد أن عمر المحيشي تكلم على أصول معمر القدافي وأن لديه معلومات عن هذا. والله العلم
قد لا تتفق القدرة مع الواجب، ولكن قصور القدرة على الإيفاء بالواجب لا يعني أبدا ترك الواجب، فوفاء الواجب تدرجي وتراكمي، فما لا يدرك كله لا يترك جله، واعقل وتوكل. وهنا، فحديث الواجب والضمير، يتوجه بعد تعميم إلى: أهالي مصراتة المجاهدة، عشيرة المحيشي المصابة، بواسل القوات المسلحة، رفاق عمر المحيشي في التجمع الوطني الليبي والمعارضة، رفاق عمر المحيشي في المحاولة الأحياء (وبالأخص الرائد عبد المنعم الهوني)، وناشطي تنظيمات الدفاع عن حقوق الإنسان الليبية. يتوجه إليهم الحديث بأن يتذكروا فقيد الوطن الرائد عمر المحيشي.